# ویکتوریا گونشیفسکا
ویکتوریا گونشیفسکا (لهستانی: Wiktoria Gąsiewska؛ زادهٔ ۱۱ مارس ۱۹۹۹) بازیگر اهل لهستان است.
از فیلم‌ها یا مجموعه‌های تلویزیونی که وی در آن‌ها نقش داشته است، می‌توان به خانواده کوالسکی در برابر خانواده کوالسکی، یک خانواده لهستانی،‌ خانواده جایگزین، قانون حقیقی، رنگ‌های خوشبختی، دوستان، عشق اول، در خوشی و سختی، هیچکس امشب در جنگل نمی‌خوابد، نبرد ورشو ۱۹۲۰ و کاتین اشاره نمود.